# Habenaria barbata
Habenaria barbata är en orkidéart som beskrevs av Robert Wight och Joseph Dalton Hooker. Habenaria barbata ingår i släktet Habenaria och familjen orkidéer. Inga underarter finns listade i Catalogue of Life.